# Augochloropsis pallitarsis
Augochloropsis pallitarsis är en biart som först beskrevs av Heinrich Friese 1917.  Augochloropsis pallitarsis ingår i släktet Augochloropsis och familjen vägbin. Inga underarter finns listade.